# Zopherus compactus
Zopherus compactus es una especie de coleóptero de la familia Zopheridae.

## Distribución geográfica
Se encuentra  en México.